# Ferrari Testarossa Pininfarina Mythos
La Ferrari Testarossa Pininfarina Mythos o più semplicemente Ferrari Mythos è una show car di tipo barchetta, costruita dalla casa di Maranello in collaborazione con la Pininfarina e presentata al salone di Tokyo nel 1989.

## Contesto e profilo

### Tecnica
La vettura è stata realizzata sull'autotelaio della Testarossa, adottandone integralmente il pianale, la meccanica e il propulsore centrale a 12 cilindri a V di 180° di 4942 cm³ da 390 CV. Le prestazioni, quindi, sono del tutto simili a quelle del modello di derivazione.

### Design

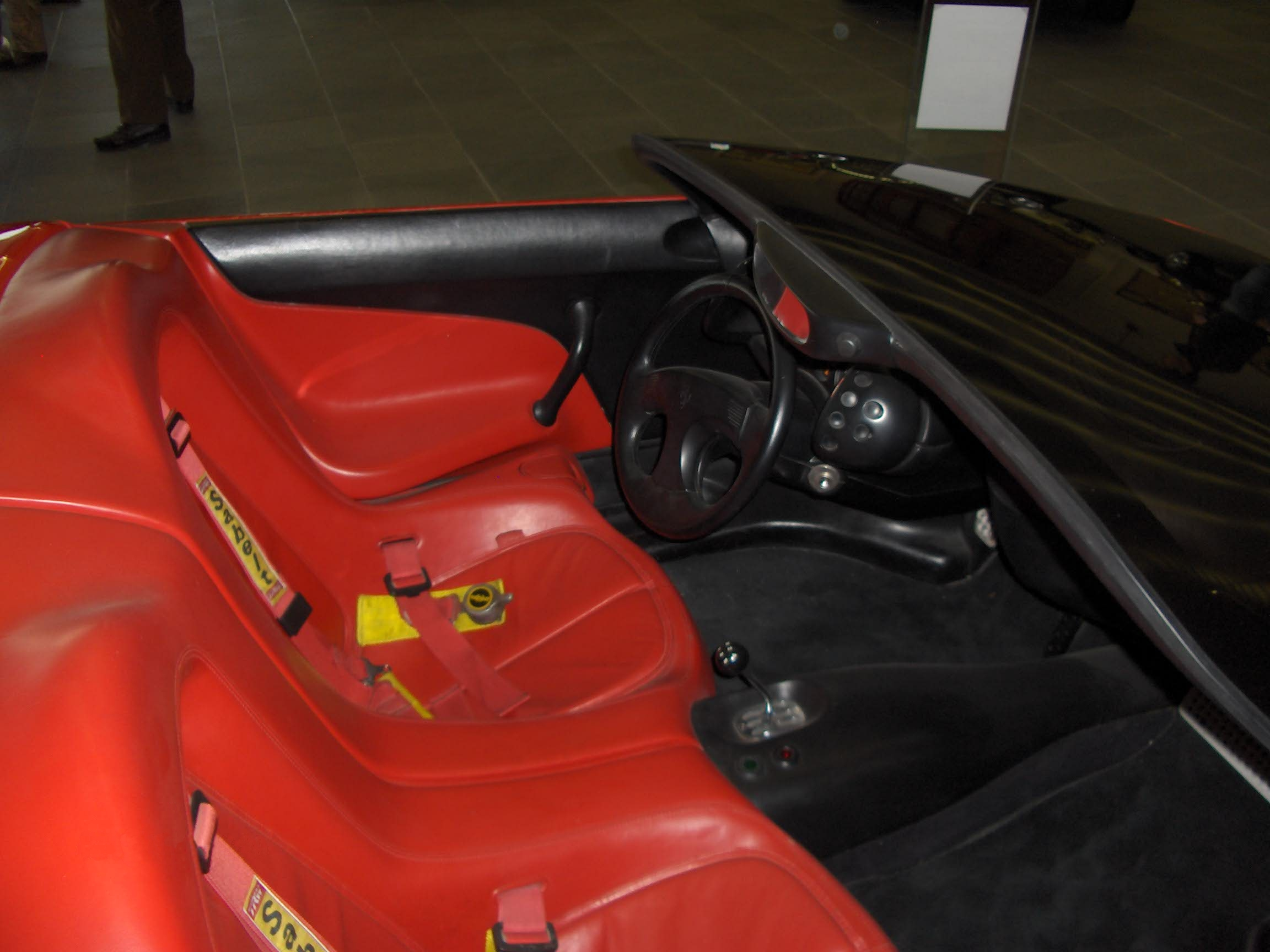
Interni

Dal punto di vista stilistico, l'intento era di creare una versione moderna della Ferrari da competizione realizzate per i gentleman driver degli anni 60, mantenendone lo spirito da auto da corsa, particolarmente evidente nell'assenza del padiglione e nel minimalismo degli interni, caratterizzati dai sedili avvolgenti con cinture di sicurezza a bretella incorporate, da una strumentazione semplificata e dai rivestimenti essenziali.
L'auto, esposta in vari saloni, non è stata progettata per essere venduta al pubblico, ma come esercizio di stile, tanto è vero che la Pininfarina dichiarò la costruzione di un unico esemplare, conservato nello stabilimento di Cambiano; tuttavia alcune fonti indicano che il Sultano del Brunei, Hassanal Bolkiah, possegga due esemplari di quest'auto completamente operativi.